# Рыбальчино
Рыбальчино — хутор в Каменском районе Воронежской области России.
Входит в состав Волчанского сельского поселения

## География

### Улицы
- ул. Мира.

## Население
| 1859 | 1897 | 2010 |
| ---- | ---- | ---- |
| 439  | ↗818 | ↘116 |

На хуторе родился Герой Советского Союза Фёдор Рогозин.